# Юстус Пертес (видавництво)
«Юстус Пертес» (Justus Perthes Geographische Anstalt Gotha) — найвідоміше німецьке картографічне видавництво, засноване 1785 року в місті Гота, Німеччина Йоганном Георгом Юстусом Пертесом. Воно спеціалізувалося на виготовленні високоякісних карт. Саме це видавництво видавало найкращі, точні та високодеталізовані карти в Німеччині у XIX столітті. Карти відрізнялися географічною достовірністю та інформативністю, нерідко слугували зразками для інших видавців.
До початку XX століття видавництво очолювали нащадки Юстуса Пертеса. Фірма публікувала роботи таких відомих картографів, як Генріх Берґгаус, його учня Августа Петерманна (1822—1878), Адольфа Штілера та ін. До складу фірми входив Географічний інститут Юстуса Пертеса (нім. Justus Perthes Geographischer Anstalt), керівником якого деякий час був Август Петерманн.